# Pavel Cristian Balaj
Pavel Cristian Balaj (Baia Mare, 17 agosto 1971) è un ex arbitro di calcio rumeno.

## Carriera
Approdato in Liga I (la massima divisione rumena) nel 2000, in seguito è nominato internazionale il 1º gennaio 2003. Già prima di essere promosso tale, era apparso in alcune importanti competizioni europee, sia tra club che tra nazionali, figurando come quarto uomo.
Nei primi anni da internazionale, riceve designazioni per l'Intertoto e in genere per turni preliminari di Coppa UEFA. Fa il suo debutto in un preliminare di UEFA Champions League già nel luglio del 2004.
Nel dicembre 2005 approda per la prima volta alla fase a gironi della Coppa UEFA, mentre nel 2007 fa il suo esordio in una gara tra nazionali maggiori. Dirige infatti Armenia-Polonia, terminata 1-0 e valida per le qualificazioni a Euro 2008.
Nel 2008 in patria è eletto miglior arbitro rumeno dalla commissione arbitrale.
Nel 2009 ottiene per la prima volta un sedicesimo di finale di Coppa UEFA, e nello stesso anno dirige una gara di qualificazione valida per i Mondiali 2010.
Il suo esordio nella fase a gironi della UEFA Champions League è datato 15 settembre 2010: viene infatti designato per la sfida della prima giornata tra Milan e AJ Auxerre, terminata 2-0.